# Poliske
Poliske (em ucraniano:  Поліське) ou Polesskoye (em russo:  Полесское) é um assentamento abandonado presente na Zona de exclusão de Chernobil, parte do oblast de Kiev, Ucrânia. Antes de ser evacuada, a cidade possuía por volta de 12000 habitantes e era o centro administrativo do raion de Poliske. Atualmente, há em torno de vinte pessoas vivendo ali, sendo chamados de samosely ("autocolonos").
O assentamento se encontra na região noroeste do oblast de Kiev ao lado do rio Uzh, na fronteira com o oblast de Jitomir. É parte na região natural da Polésia e está a 27 km da fronteira com a Bielorrússia. Cruzada pela rodovia regional P02, que liga Ovruch a Kiev, encontra-se a 58 km de Pripyat e 65 de Chernobil.
Após o desastre nuclear de Chernobil, uma zona de alienação (Zona de exclusão de Chernobil) foi delimitada pelo exército da União Soviética em 1986. Inicialmente, um raio de 30 km da área foi evacuado e colocado sob controle militar, mas com o tempo, as fronteiras da zona de exclusão foram ampliadas para cobrir uma área maior da contaminação.

## Galeria

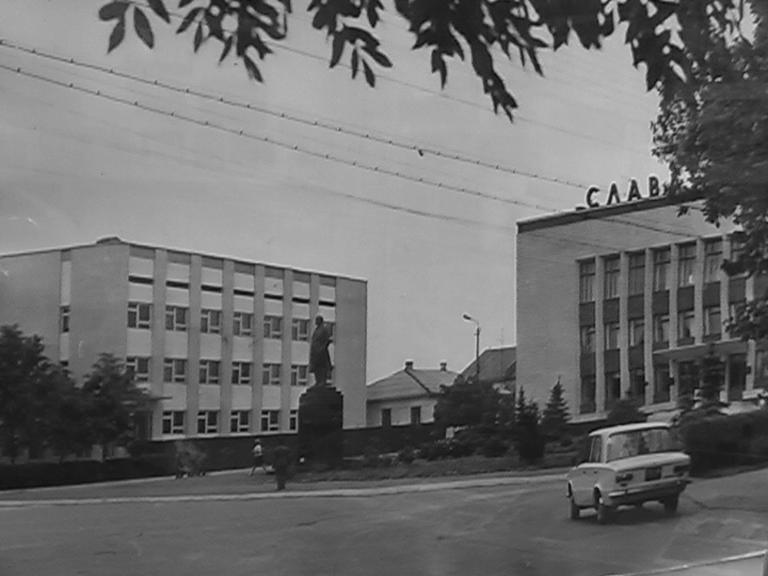
Prédio administrativo em 1983
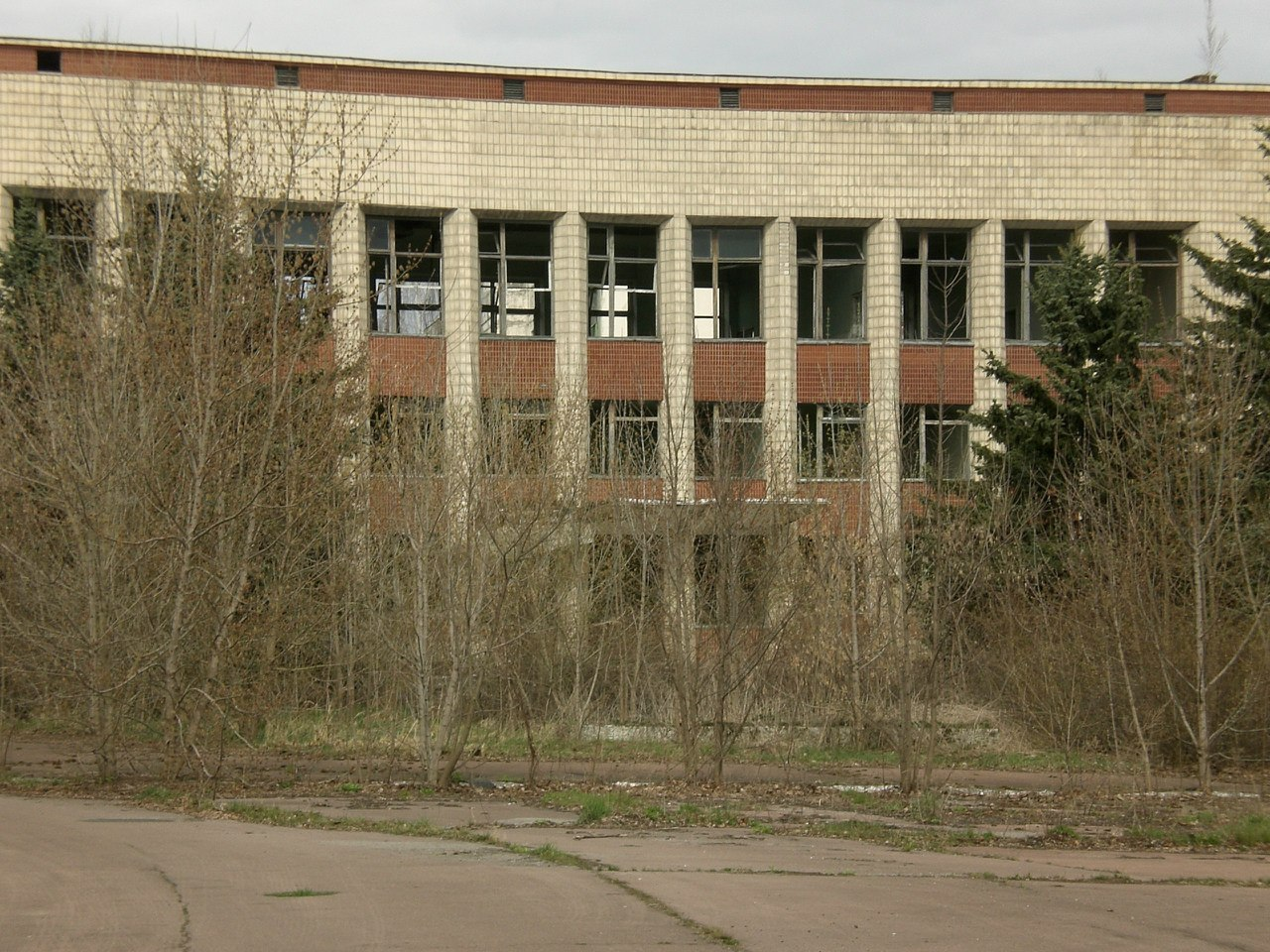
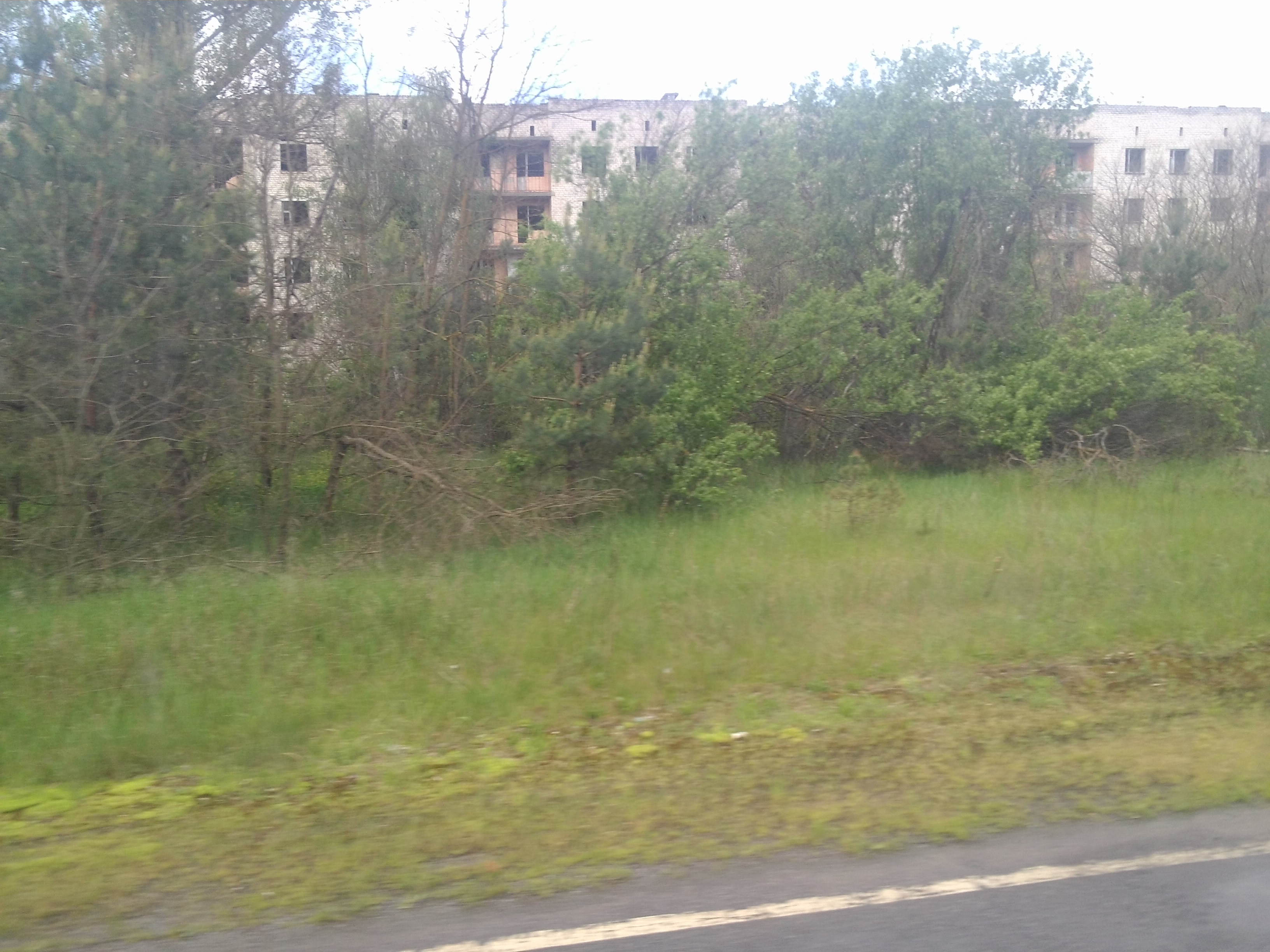